# Бамбук і чапля
«Бамбу́к і ча́пля» — картина на шовку, котру створив китайський художник Цуй Бо наприкінці XI століття.

## Дві китайські академії мистецтв
Мистецтво Китаю X—XIII століть проходило шлях чималих випробувань. В порівнянні з попереднім періодом пришвидшився розвиток міст і міської культури. Але час був тривожний через загострення протиріч феодальної держави. Навіть буддизм та його філософська система, що були привнесені з Індії, вже не влаштовували владу і її носіїв. До буддизму почали ставитися підозріло, бо його настанови почали сприймати як неприпустиму загрозу владі. Розробили національну ідеологічну систему, відому як неоконфуціанство. Це була переробка старовинного ідеологічного вчення, виправлене додатками з того ж буддизму та даосизму, але на користь світської влади. Неоконфуцианство декларувало розділ людей на стани, на багатих і бідних і стверджувало, що це непорушна ієрархія.
Пригнічені настрої в суспільстві породили низку етичних систем, що проповідували відрив від суспільства, відхід від служіння йому, усамітнення подавали як шлях до свободи і мудрості, не розуміючи, що всі не можуть стати ченцями і жити в окремих пустельках. Непередбачуваність подій і постійна тривога сприяли розповсюдженню астрології і алхімії. В освічених колах аристократія діяльно шукала «елексир безсмертя». В тривожному перебігу подій ледь чутними були тверезі заклики тодішніх науковців, філософів чи політичних діячів на кшталт Лі Гоу чи Вань Ан-ши. Останній став відомий закликами «Не слід боятися комет і небесних явищ», «Беріть з минулого мудрість, а не божевілля».
Офіційне мистецтво зосереджувалось біля імператорського двору та закладу, що був академією мистецтв. До X ст. головувала академія в місті Нанкін. Перенесення столиці в Кайфин зробило його новим культурним центром. Сюди переніс свою резиденцію імператор, а разом із ним як відділки бюрократичної системи і тодішня академія наук з її відділами. 1112 року імператор Гуей-цзун наново заснував академію мистецтв вже в Кайфині. Численні митці академії отримали придворні чини та привілеї. В палаці імператора виділили декілька приміщень для зберігання творів мистецтв (щось на кшталт припалацового музею).
Акдемічний китайський живопис цього періоду був зосереджений на створенні безлічі невеликих картин з зображеннями пейзажів, птахів і квітів, комах, риб, тварин і рослин. Але йдуть повтори і варіації схожих мотивів. Дослідник і художній критик Хань Чжо, утомлений академічною несміливістю і бажанням художників заробити схвальні відгуки, критикував академістів за нерішучість. Вони ніби соромилися робити щось самостійне, соромилися вивчати і шукати нове, не відрізнялись індивідуальними стилями. Хань Чжо відмовляв академістам в значущості і заперечував їх праву рівнятися зі сміливими авторитетами минулого.
Обов'язкова середньовічна символіка в цей час слабшає і починає відігравати другорядні ролі при зображені квітів, рослин і тварин. Відроджується естетична самоцінність, цінність природних зображень попри теоретичні і штучні схеми.

## Кайфинський академік Цуй Бо
Зарахованим до академії мистецтв в місті Кайфин був і художник Цуй Бо. Він теж створював невеликі за розмірами картини і сувої. Але ретельні спостереження за реальністю та нехтування штучними теоретичними схемами вивели його геть з кола несміливих колег. Цуй Бо насмілився до більшої простоти в мотивах, використовував «неприборкану» манеру.
У доробку Цуй Бо було понад 240 картин. Незважаючи на різнобічний талант, в історію китайського живопису Цуй Бо увійшов як видатний майстер хуа-няо в двох тематичних напрямках цього жанру: «пернаті» (цинь-няо) й «живопис бамбука» (мо-чжу). Улюбленими об'єктами уваги художника були качки, гуси, лебеді, чаплі, а з представників китайської флори — верба і бамбук, хоча він звертався також до інших подібних образів. Цуй Бо, досконало знав звички багатьох живих істот, що дозволяло йому творити у «неприборкано-вільній манері». Він створював більш безпосередні і виразні композиції, ніж його попередники. На жаль, лише близько десяти картин художника дійшло до XX століття.

## Опис твору
Середньовічні уніфікація і символізм йшли поруч у прагненні дослідити природу, птахів і квіти, місцеві рослини. І холодні, відірвані від реальності символи теоретика Си Кун-ту та інших теоретиків у талановитих художників далеко відступали перед красою реальної природи. Виникають шедеври, де неможливо наділити холодними символами картину з птахами і рослинами.
Серед них і твір художника Цуй Бо «Бамбук і чапля». Це вертикальний сувій, що випадково зберігся без ушкоджень до XX століття.
Формально картина символічна. Шквальний вітер рве листя бамбука і гне його тонкі стовбури. Лише старий стовбур не гнеться від сильного вітру, а протистоїть йому, як і біла чапля, що іде уперед попри шалений вітер. Все це натяки на буревії долі і стійкість, незламність під ударами року — мудрого старого (великий стовбур бамбука) на відміну від мінливої молодості (тонкі стовбури), котрі хитає у всі боки і котрому рве листя штормовий вітер.
Але куточок природи поданий так реалістично і натхнено, що бачиться лише талановитим відтворенням малого краєвида в буран, відтворенням суворого дихання розбурханої природи, однаково загрозливого і для рослин, і для птахів. Роздивитись шедевр не перешкоджає і його монохромність.